# Simpang Empat (Bebesen)
Simpang Empat is een bestuurslaag in het regentschap Aceh Tengah van de provincie Atjeh, Indonesië. Simpang Empat telt 2450 inwoners (volkstelling 2010).